# Steven Plaut
Steven Plaut (1er mars 1951 - 17 janvier 2017) était un économiste, universitaire et écrivain israélien d'origine américaine.
Il a été chargé de cours en administration des affaires à l'Université de Haïfa et membre du comité de rédaction du Middle East Quarterly, une publication du groupe de réflexion du Forum du Moyen-Orient.

## Biographie
Steven Plaut est né à Philadelphie (USA). En 1981, Plaut a émigré en Israël avec sa famille.
Il est décédé le 17 janvier 2017 à Haïfa, en Israël, à l'âge de 65 ans, après avoir combattu un cancer pendant de nombreuses années,.

### Carrière académique
Plaut a obtenu son diplôme de premier cycle à l'Université Temple de Philadelphie et sa maîtrise à l'Université hébraïque de Jérusalem.
Il a obtenu un doctorat en économie de l’Université de Princeton spécialisée en économie internationale et urbaine et plus tard en finance.
Plaut a travaillé à la Federal Reserve Bank.
Avant d'occuper son poste de professeur à l'Université de Haïfa, il a enseigné au Collège Oberlin, au Technion, à l'UC Berkeley, à l'UC Irvine, à l'Université d'Europe centrale, à l'Université de Tel Aviv, à l'Université de Nantes et au Laboratory for Business Administration d'Athènes.

### Carrière littéraire
Dans son livre de 1985 intitulé The Joy of Capitalism (La joie du capitalisme), Plaut plaide en faveur de l'économie de libre marché et compare le profit à la libido.
Dans le livre, il aborde les politiques de l'énergie, du logement, de la banque et de l'agriculture, ainsi que de l'égalité et de la répartition des revenus.
Dans son roman historique de 2002, The Scout, Steven Plaut décrit son expérience de mort imminente en tant que patient atteint d'un cancer du rein dans un service de soins intensifs.
Son livre compile une série d'histoires de vie échangées entre lui et un autre patient du service, un scout bédouin israélien.

### Opinions politiques
Steven Plaut a critiqué ouvertement le processus de paix israélo-arabe et de la politique de retrait unilatéral d'Israël.
Depuis les accords d'Oslo, il a soutenu que les dirigeants arabes continueraient à chercher la destruction d'Israël par la violence et le terrorisme . Certains de ses écrits politiques sont des critiques de la Journée de la Nakba,.
Plaut a critiqué de nombreuses personnalités de la gauche israéliennes, ainsi que certains Américains tels que Michael Lerner (en) et Norman Finkelstein, qu’il a décrits comme des juifs ayant la haine d'eux-mêmes et des apologistes du terrorisme qui encouragent la destruction d'Israël.
Plaut s'opposait à l'extrémisme de gauche des universités israéliennes et participait activement à Isracampus, une organisation qui rend publics les personnes et les groupes anti-israéliens,.
Dans le Canadian Jewish Tribune (Tribune juive canadienne), il a dénoncé les Anarchistes Anti-Mur (Anarchists Against the Wall), un groupe qui proteste contre la construction du mur israélien en Cisjordanie et qui, selon lui, était composé de "voyous violents et de voyous anarcho-fascistes":

« La leçon la plus importante de ces dernières années, comprise par tout le monde sauf les gauchistes universitaires et les journalistes anti-israéliens, est que rien ne mettra vraiment fin à la terreur et aux tirs de roquettes en provenance de Gaza, si ce n'est une bonne vieille R&D - Réoccupation et dénazification. Tout le reste n'est qu'illusion. Israël doit réoccuper la bande de Gaza, la soumettre à la loi martiale et mettre en œuvre un programme de dénazification qui durera des décennies. »

— FrontpageMag.com, 26 novembre 2012

## Affaire en diffamation
Neve Gordon, un professeur du Département Politique et Gouvernement de l'Université Ben-Gourion du Néguev, a poursuivi Plaut en justice pour diffamation, alléguant que Plaut l'avait diffamé dans certains articles et de présumés courriels.
En mai 2006, le tribunal de première instance de Nazareth a statué en faveur de Gordon et a ordonné à Plaut de verser à Gordon 80 000 shekels à titre d'indemnité et 15 000 shekels en frais juridiques.
Les deux parties ont interjeté en appel devant le tribunal de district de Nazareth, et en février 2008, le tribunal a annulé trois des quatre demandes de diffamation mais a confirmé un jugement portant sur la quatrième, une publication dans laquelle Plaut avait qualifié Gordon de "Judenrat Wannabe".
Il a réduit les dommages-intérêts à 10 000 shekels (environ 2 700 dollars) au motif que, de l'avis de la cour, Plaut avait le droit de critiquer Gordon,.

## Lettre au Premier ministre turc
En mars 2013, une lettre de Plaut a été reçue au bureau de Recep Tayyip Erdoğan, Premier ministre de la Turquie.
La lettre condamnait l'occupation illégale par la Turquie du nord de Chypre et attaquait le Premier ministre turc, l'accusant d'être à l'origine de "l'attaque terroriste" contre des soldats israéliens par la Flottille pour Gaza en 2010.
Plaut s'est excusé qu'Israël n'ait pas tué un plus grand nombre de "terroristes" sur le navire de la flottille.
Il a affirmé qu'il était temps de rendre "Constantinople occupée" à son "véritable propriétaire", à savoir la Grèce,.